# Levin Friedrich von Bismarck
Levin Friedrich Christoph August von Bismarck (3. října 1703 v Krevese, Sasko Anthaltsko – 17. října 1774 v Briestu) byl pruský ministr soudnictví a prezident pruského nejvyššího soudu v Berlíně.
Byl ženatý se Sophii Amalii von der Schulenburg a měl tři dcery a pět synů, mezi nimi i Augusta Wilhelma von Bismarck, pruského ministra financí.

## Životopis
Levin Friedrich byl nejprve radním na nejvyšším soudu, později se stal hlavním odvolacím radou tohoto soudu.
Roku 1738 se stal vicekancléřem a v roce 1740 kancléřem Neumarktské vlády. 20. prosince 1746 byl jmenován pruským ministrem soudnictví. V roce 1748 byl dodatečně jmenován 1. prezidentem Nejvyššího soudu. Jeho působení v úřadu přineslo důležité reformy zákonů a soudů – tyto reformy začaly proces změn, který vedl nakonec k vytvoření Všeobecného zemského soudu v roce 1794.